# Omoka
Omoka är en ort i Cooköarna (Nya Zeeland). Den ligger i den norra delen av landet på atollen Penrhyn. Antalet invånare är 180. Söder om orten finns en flygplats.
Tropiskt regnskogsklimat råder i trakten.